# 和平及公義研究期刊
《和平及公義研究期刊》（Journal for Peace and Justice Studies）是一份1988年發行的學術期刊。該期刊每半年出版一次，內容為研究社會公義與和平。現時，期刊的主編是Connie Titone。

## 外部連結
- 官方网站